# Helena Firlej
Helena Józefa Firlej z domu Gęga (ur. 11 stycznia 1921 w Rychwałdku, zm. 11 lutego 1993) – pielęgniarka, działaczka społeczna, więźniarka obozu koncentracyjnego w Oświęcimiu (nr 31526).

## Życiorys
Pochodziła z chłopskiej rodziny. Jej rodzice to Józef i Stefania z domu Pach. W rodzinnym Rychwałdku ukończyła szkołę podstawową, natomiast później uczyła się w Szkole Przemysłowej w Bielsku-Białej. W 1942 roku jej edukację przerwało aresztowanie przez Gestapo z powodu przynależności do Armii Krajowej. Do AK należeli również jej ojciec Józef oraz jej kuzyn Franciszek, który został powieszony w Szczyrku przez Niemców.
Aresztowana została 13 grudnia 1942 roku. 26 stycznia 1943 przewieziono ją do obozu koncentracyjnego w Oświęcimiu, którego została więźniarką (nr 31526). W styczniu 1945 roku brała udział w transporcie ewakuacyjnym w głąb Niemiec, podczas którego udało się jej uciec.
W latach 1945–1946 była członkiem Związku Młodzieży Wiejskiej „Wici” i prezesem koła w Rychwałdku.
W listopadzie 1949 roku wyszła za mąż za Jana Firleja z Rychwałdku.
W sierpniu 1951 roku podjęła pracę jako młodsza pielęgniarka w szpitalu w Żywcu. W 1954 roku ukończyła roczny kurs pielęgniarski, dzięki czemu otrzymała tytuł pielęgniarki dyplomowanej. W latach 1954–1963 pracowała jako pielęgniarka wydziałowa, a od 1963 do przejścia na emeryturę w 1987 roku jako pielęgniarka w Punkcie Krwiodawstwa przy Szpitalu Powiatowym w Żywcu.
Oprócz pracy zawodowej udzielała się aktywistycznie i charytatywnie. Działała m.in. przy akcjach krwiodawstwa, zbiórkach dla poszkodowanych podczas trzesięń ziemi, należała do HDK I PCK rejonu żywieckiego. Jako była więźniarka obozu koncentracyjnego należała do Miejskiego Koła ZBoWiD oraz Miejskiego Koła Inwalidów Wojennych w Żywcu. Brała udział w akcjach wyborczych do Sejmu I Rad Nadzorczych.
Zmarła 11 lutego 1993 roku. Została pochowana na Cmentarzu Przemienienia Pańskiego w Żywcu (Działka: 05, rząd: 20, grób: 03).

## Odznaczenia
- Zasłużony Honorowy Dawca Krwi (1969)[1]
- Srebrny Krzyż Zasługi (1964)[1]
- Srebrna Odznaka Honorowa PCK: IV stopnia – brązowa (1964)[1]
- Krzyż Kawalerski Orderu Odrodzenia Polski (1 lutego 1977)[1]
- Medal 40-lecia PRL (1984)[1]
- Odznaka Honorowa Ligi Kobiet[1]
- Odznaka „Zasłużony dla Województwa Bielskiego”[1]